# Campeonato femenino sub-17 de la CAF de 2010
El Campeonato femenino sub-17 de la CAF de 2010 es el torneo que decide qué naciones africanas asistirán a la Copa Mundial Femenina de Fútbol Sub-17 de la FIFA.

## Eliminatorias
9 equipos fueron elegidos para participar en la ronda preliminatoria, 2 decidieron no participar, otros dos no participaron en después de la etapa preliminar.
| Fecha                 | Lugar |              |  | Resultado                 |  |       |
| --------------------- | ----- | ------------ |  | ------------------------- |  | ----- |
| 19 de febrero de 2010 |       | Botsuana     |  | Kenia no participó        |  | Kenia |
| 19 de febrero de 2010 |       | Sierra Leona |  | Sierra Leona no participó |  | Togo  |

## Participantes
Participaron seis selecciones nacionales de fútbol afiliadas a la Confederación Africana de Fútbol:
| Equipos participantes | Equipos participantes           | Equipos participantes | Equipos participantes | Equipos participantes |
| --------------------- | ------------------------------- | --------------------- | --------------------- | --------------------- |
| Botsuana              | Nigeria                         | Camerún               | Túnez                 |                       |
| Sudáfrica             | República Democrática del Congo | Ghana                 |                       |                       |

## Resultados[1]

### Primera fase
| Fecha               | Lugar |                                 |  | Resultado           |  |           |
| ------------------- | ----- | ------------------------------- |  | ------------------- |  | --------- |
|                     |       | Ghana                           |  | Egipto no participó |  | Egipto    |
|                     |       | Togo                            |  | Togo no participó   |  | Nigeria   |
|                     |       | República Democrática del Congo |  | Congo no participó  |  | Túnez     |
| 13 de marzo de 2010 |       | Botsuana                        |  | 1:9                 |  | Sudáfrica |
| 27 de marzo de 2010 |       | Sudáfrica                       |  | 13:0                |  | Botsuana  |

### Fase final
| Fecha               | Lugar |           |  | Resultado |  |           |
| ------------------- | ----- | --------- |  | --------- |  | --------- |
| 17 de abril de 2010 |       | Ghana     |  | 7:0       |  | Túnez     |
| 17 de abril de 2010 |       | Nigeria   |  | 5:0       |  | Sudáfrica |
| 1 de mayo de 2010   |       | Sudáfrica |  | 1:2       |  | Nigeria   |
| 2 de mayo de 2010   |       | Túnez     |  | 0:4       |  | Ghana     |

### Repechaje
| Fecha              | Lugar |           |  | Resultado |  |           |
| ------------------ | ----- | --------- |  | --------- |  | --------- |
| 15 de mayo de 2010 |       | Sudáfrica |  | 1:0       |  | Túnez     |
| 30 de mayo de 2010 |       | Túnez     |  | 1:1       |  | Sudáfrica |

## Clasificados a laCopa Mundial Femenina de Fútbol Sub-17 de 2010
| Nigeria | Ghana | Sudáfrica |